# Universidade Estatal da Bielorrússia
A Universidade Estatal da Bielorrússia (em bielorrusso:  Беларускі дзяржаўны ўніверсітэт; em russo:  Белорусский государственный университет) é uma universidade pública situada em Minsk, na Bielorrússia. Foi fundada em 30 de outubro de 1921 como a primeira instituição de ensino superior da Bielorrússia.
Em 2020, durante os protestos nacionais contra a reeleição de Aleksandr Lukashenko, professores e estudantes da Universidade Estatal da Bielorrússia relataram terem sido expulsos da instituição após aderirem às manifestações da oposição que demandavam a renúncia do presidente bielorrusso.